# 1448 Lindbladia
1448 Lindbladia eller 1938 DF är en asteroid upptäckt 16 februari 1938 av den finske astronomen Yrjö Väisälä vid Storheikkilä observatorium. Asteroiden har fått sitt namn efter den svenske astronomen Bertil Lindblad.